# آن ألن شوكلي
آن ألن شوكلي (بالإنجليزية: Ann Allen Shockley)‏ (1927، لويفيل في الولايات المتحدة)؛ صحفية، أمينة مكتبة وروائية أمريكية. درست في جامعة كيس وسترن ريسرف.